# Dunkler Wiesenknopf-Ameisenbläuling
Der Dunkle Wiesenknopf-Ameisenbläuling (Phengaris nausithous, Syn.: Maculinea nausithous und Glaucopsyche nausithous) ist ein Schmetterling (Tagfalter) aus der Familie der Bläulinge (Lycaenidae). Er wird auch als Schwarzblauer Bläuling oder Schwarzblauer Moorbläuling bezeichnet.

## Merkmale

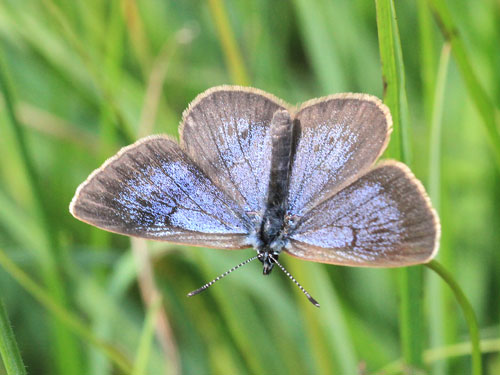
Schwarz-blau gefärbte Flügeloberseiten haben nur die Männchen von Phengaris nausithous (auch Maculinea nausithous genannt)

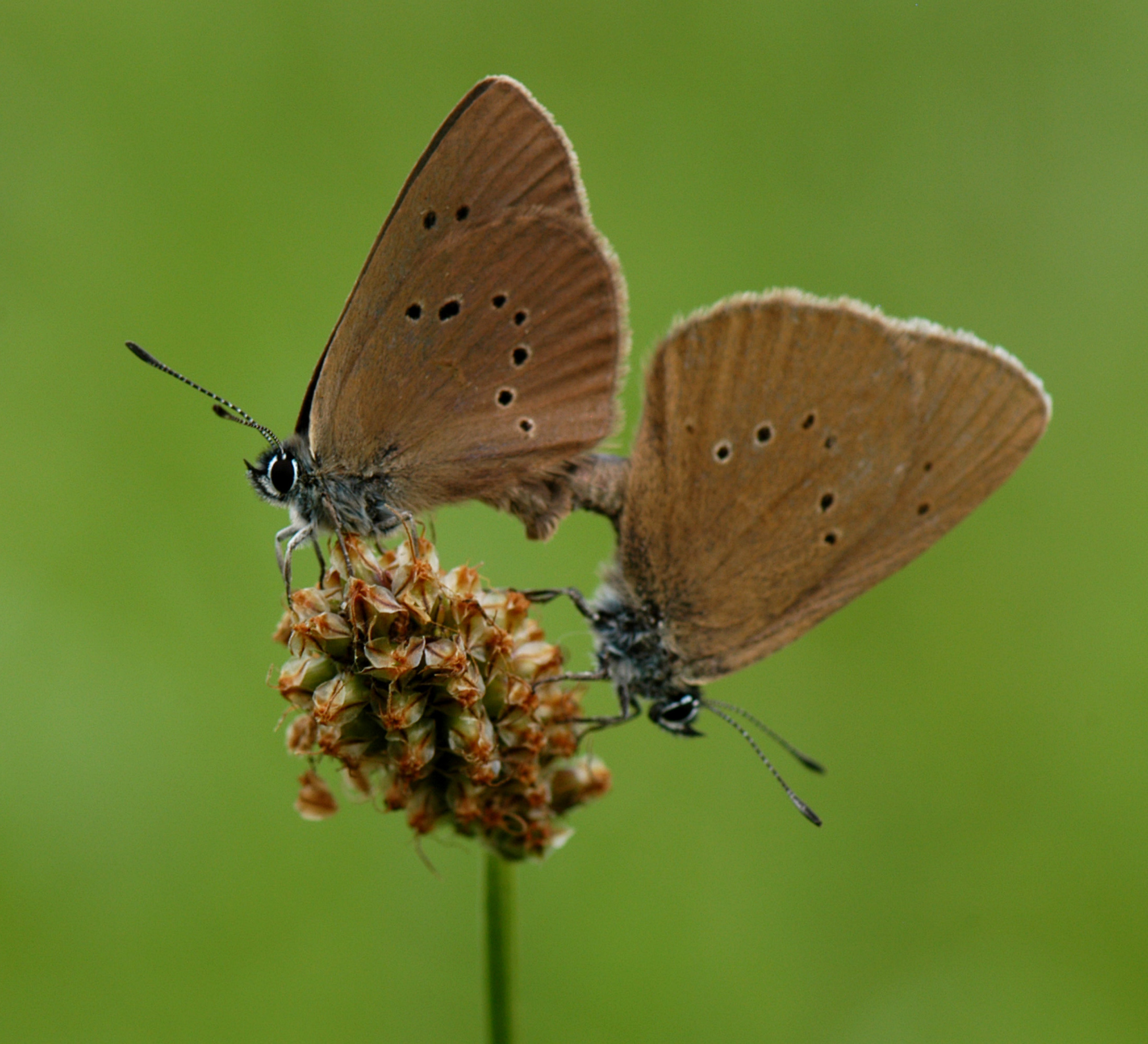
Paarung – die Flügelunterseiten beider Geschlechter gleichen sich

Die Falter erreichen eine Flügelspannweite von 28 bis 33 Millimetern. Die Flügeloberseiten sind bei den Weibchen einfarbig dunkelbraun, bei Männchen dunkelblau beschuppt mit breitem, schwarzgrauem Rand. Daneben sind bei den Männchen auf den Vorderflügeloberseiten schwarze Punkte erkennbar. Die Flügelunterseiten sind bei beiden Geschlechtern graubraun mit bogenförmig gereihten schwarzen Punkten, die hell gerandet sind. Auch auf der Hinterflügelunterseite zwischen Postdiskal- und Diskalregion haben die Tiere solche Punkte.

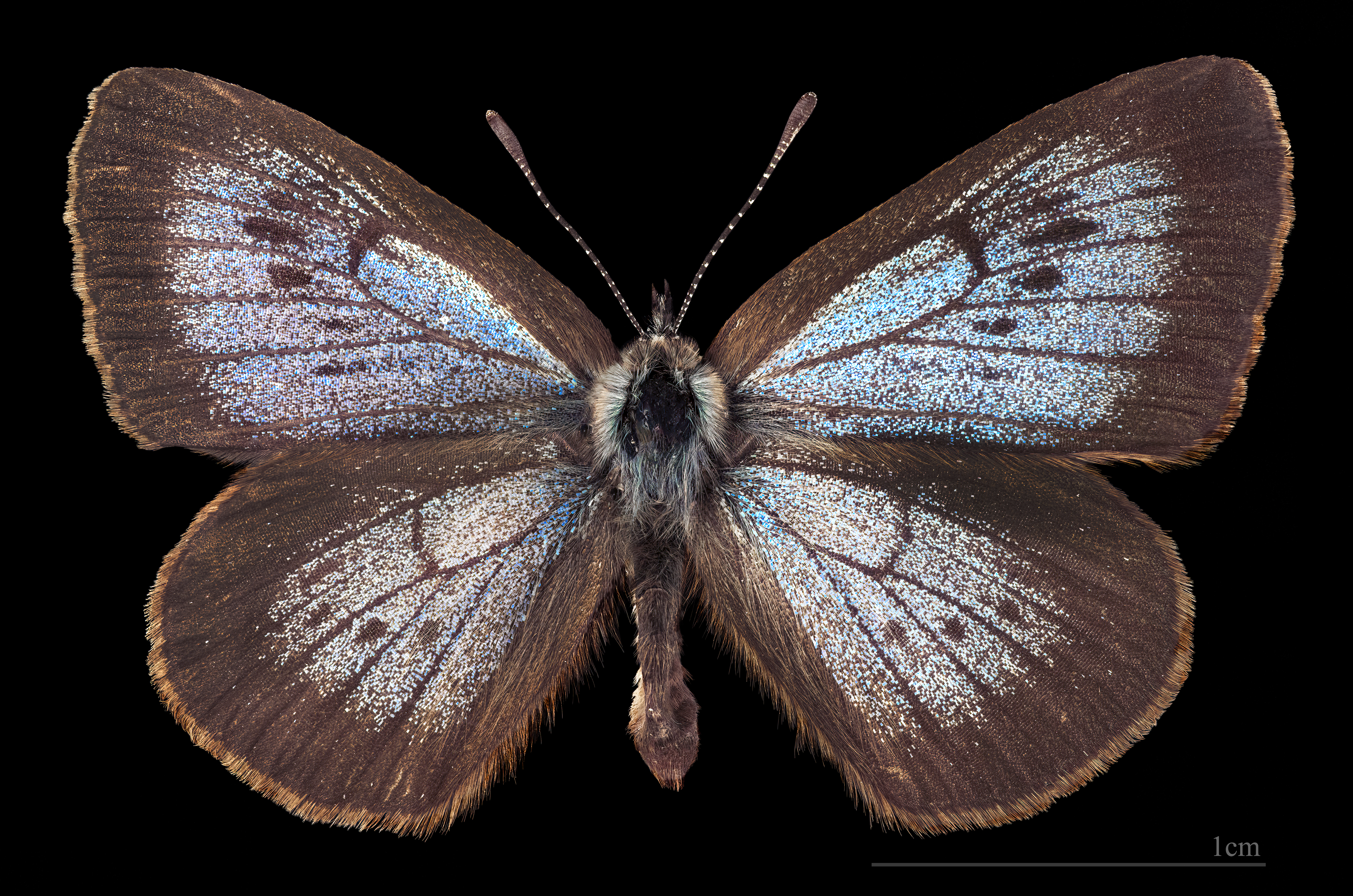
Phengaris nausithous ♂
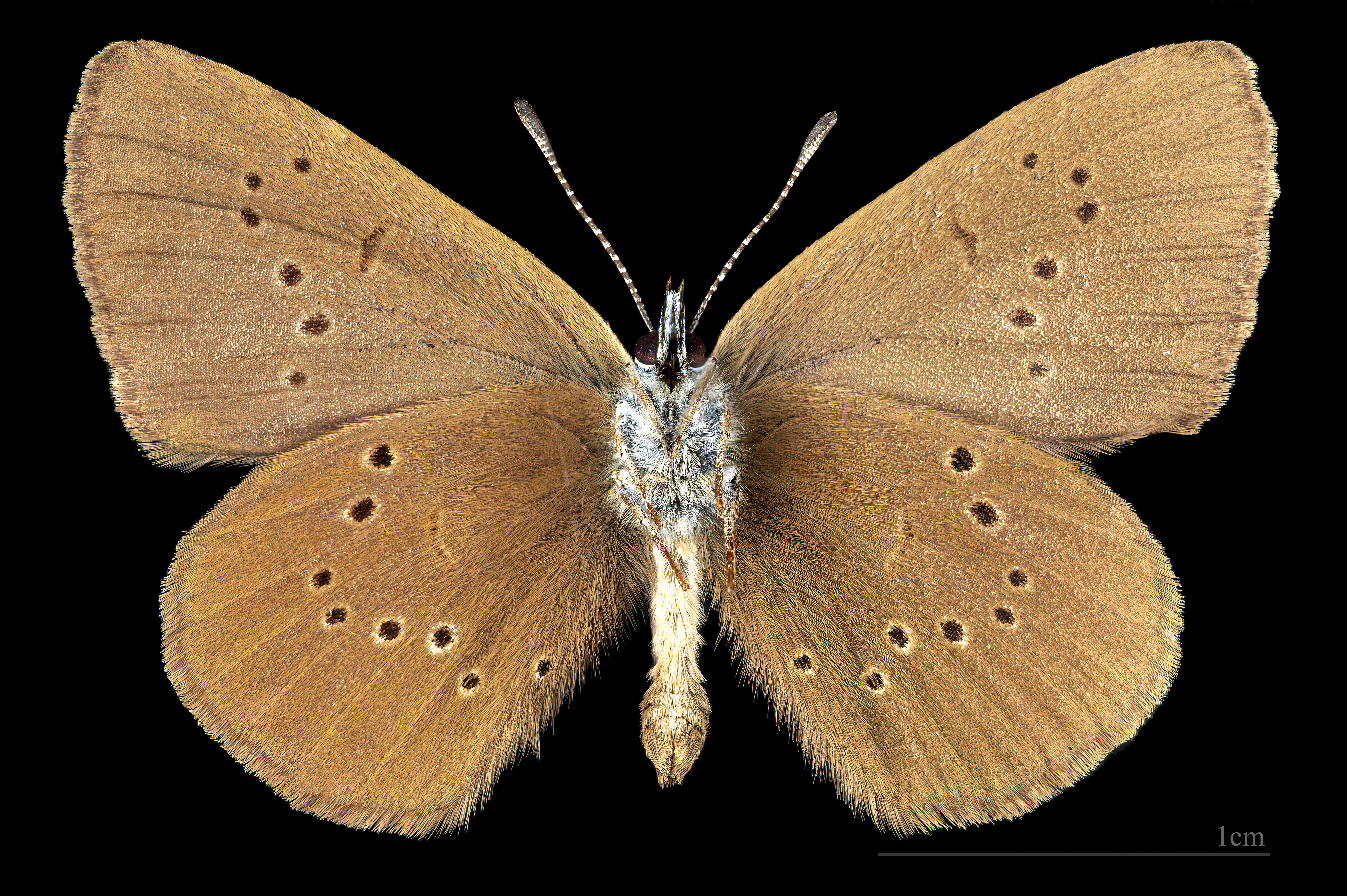
Phengaris nausithous ♂  △

Die Raupen werden ca. 13 Millimeter lang. Sie zeigen anfangs eine dunkelrote, später eine hell rötlich bis gelbliche Färbung. Sie imitieren die Farbe der Blüten, auf denen sie fressen (Mimikry).

### Ähnliche Arten
- Heller Wiesenknopf-Ameisenbläuling (Phengaris teleius)
- Kreuzenzian-Ameisenbläuling (Phengaris rebeli)
- Lungenenzian-Ameisenbläuling (Phengaris alcon)
- Quendel-Ameisenbläuling (Phengaris arion)

### Synonyme
- Glaucopsyche nausithous
- Maculinea nausithous
- Lycaena arcas

## Vorkommen
Die Tiere kommen zwischen Mitteleuropa und dem Ural bis zum Altai jeweils bis 52 ° nördliche Breite und südlich bis zum Kaukasus und in die Türkei vor. Daneben existieren Inselvorkommen im Norden der Iberischen Halbinsel und in Westfrankreich. Man findet sie in Spanien auf einer Höhe von 700 bis 1.600 Metern. Sie sind in Süd- und Mitteldeutschland zu finden, aber nur im Alpenvorland häufiger, sonst sind sie fast überall selten geworden. Sie leben an typischen Standorten des Großen Wiesenknopfs, teilweise genügt ein feuchter Graben, in dem die Blüten solange stehen bleiben können, bis die Raupen sich entwickelt haben. Insgesamt sind sie an Feuchtwiesen gebunden, innerhalb derer sie aber auch trockenere Randbereiche besiedeln können.

## Lebensweise
Die Imagines sitzen gerne auf den Blüten der Raupenfutterpflanzen, an denen sie saugen.

### Flug- und Raupenzeiten
Die Falter fliegen in einer Generation von Mitte Juni bis Mitte August.

### Nahrung der Raupen
Die Raupen ernähren sich in frühen Entwicklungsstadien ausschließlich von den Blütenköpfen des Großen Wiesenknopfs (Sanguisorba officinalis). Im Spätsommer werden sie u. a. von Roten Gartenameisen in deren Nester getragen, wo sie überwintern und räuberisch von Ameisenbrut leben.

## Entwicklung

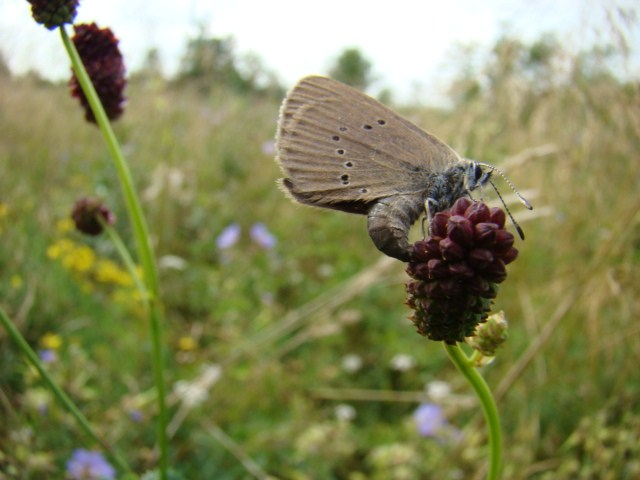
Weibchen bei der Eiablage am Blütenstand von Großem Wiesenknopf

Die Weibchen legen ihre Eier einzeln an noch nicht aufgeblühte Knospen des Blütenstandes eines Großen Wiesenknopfs. Die Raupen fressen die Blütenköpfe der Futterpflanzen von innen her auf, und auch noch an geöffneten Blüten und den Samenanlagen. Nach einiger Zeit lassen sie sich fallen und warten. Sie werden von ihren Wirtsameisen – Knotenameisen der Gattung Myrmica (vornehmlich Myrmica rubra, daneben Myrmica scabrinodis und Myrmica ruginodis) – in deren Bau getragen. Dort fressen sie Ameisenlarven und überlassen den Ameisen im Gegenzug ein zuckerhaltiges Sekret. Die Raupen sind in der Lage, den Nestgeruch der Ameisen zu imitieren. Einmal im Ameisennest untergebracht, werden sie von den Ameisen wie die eigene Brut gepflegt, obwohl sie sich bis zur Verpuppung räuberisch von deren Eiern und Larven ernähren.
Die Raupen des Dunklen Wiesenknopf-Ameisenbläulings überwintern im Ameisenbau und verpuppen sich auch dort im Frühjahr. Nach dem Schlüpfen aus der Puppe muss der Schmetterling das Ameisennest allerdings rasch verlassen, denn jetzt funktioniert die Tarnung nicht mehr und der Schmetterling wird nun selbst als Beute betrachtet.

## Parasitoide
Die Raupen können noch in den Blütenköpfen des Großen Wiesenknopfs von der Schlupfwespe Neotypus melanocephalus parasitiert werden.

## Gefährdung und Schutz
Da die Art europaweit gefährdet ist und als Schlüsselart betrachtet werden kann, ist sie als FFH-Art eingetragen. Schutzmaßnahmen sind eine einschürige Mahd ab Anfang September, die Vermeidung schwerer Maschinen sowie von Eutrophierung und die Flächensicherung. Die Art scheint anfällig für Polderflutungen zu sein, wahrscheinlich ist dabei die Gefährdung der Wirtsameisen ausschlaggebend, auf die die Falter angewiesen sind.
- Rote Liste BRD: V (Vorwarnliste)[5]
- Rote Liste Österreichs: VU = 3 (gefährdet)[6]
- IUCN: potenziell gefährdet (near threatend)[7]

Der Dunkle Wiesenknopf-Ameisenbläuling ist wie der Helle Wiesenknopf-Ameisenbläuling in Anhang II und IV der FFH-Richtlinie gelistet und wird daher auch auf europäischer Ebene streng geschützt. Gemäß Artikel 3, Absatz 1 dieser Richtlinie müssen die Mitgliedsstaaten Schutzgebiete für das Natura-2000-Netzwerk für Habitate diese Art ausweisen und den Fortbestand oder gegebenenfalls die Wiederherstellung eines günstigen Erhaltungszustandes gewährleisten.
Teilweise werden wie im Rhein-Sieg-Kreis spezielle Schutzprojekte durchgeführt. Im Rhein-Sieg-Kreis läuft ein Schutzprojekt des BUND sowohl für den Hellen als auch für den Dunklen Wiesenknopf-Ameisenbläuling und eine eigene Maculinea-Stiftung wurde gegründet.